# Muides-sur-Loire
Muides-sur-Loire est une commune française située dans le département de Loir-et-Cher en région Centre-Val de Loire. Les habitants s'appellent les Muidois.
Localisée au centre-nord du département, la commune fait partie de la petite région agricole « les Vallée et Coteaux de la Loire », grand ruban plus ou moins large où dominent la culture de la vigne et les productions maraîchères.
L'occupation des sols est marquée par l'importance des espaces agricoles et naturels qui occupent la quasi-totalité du territoire communal. Plusieurs espaces naturels d'intérêt sont présents dans la commune : deux sites natura 2000, une zone naturelle d'intérêt écologique, faunistique et floristique (ZNIEFF) et un espace naturel sensible, En 2010, l'orientation technico-économique de l'agriculture dans la commune est la culture des céréales et des oléoprotéagineux. À l'instar du département qui a vu disparaître le quart de ses exploitations en dix ans, le nombre d'exploitations agricoles a fortement diminué, passant de 44 en 1988, à 8 en 2000, puis à 7 en 2010.
Le patrimoine architectural de la commune comprend deux bâtiments portés à l'inventaire des monuments historiques : le château de Chambord, classé en 1840 puis en 1997, et le château de Colliers, inscrit en 1991.

## Géographie

### Localisation et communes limitrophes
La commune de Muides-sur-Loire se trouve au centre-nord du département de Loir-et-Cher, dans la petite région agricole des Vallée et Coteaux de la Loire,. À vol d'oiseau, elle se situe à 17,2 km  de Blois, préfecture du département et à 27,1 km de Beauce la Romaine, chef-lieu du canton de la Beauce dont dépend la commune depuis 2015. La commune fait en outre partie du bassin de vie de Mer.
Les communes les plus proches sont : 
Saint-Dyé-sur-Loire (3 km), Mer (4,8 km), Suèvres (4,8 km), Maslives (5,1 km), Courbouzon (5,4 km), Chambord (6,1 km), Crouy-sur-Cosson (6,6 km), Montlivault (6,7 km) et Thoury (6,8 km).
| Mer                 | Courbouzon       | Nouan-sur-Loire  |
| Suèvres             | Muides-sur-Loire | Crouy-sur-Cosson |
| Saint-Dyé-sur-Loire | Chambord         | Thoury           |

Muides-sur-Loire se situe entre Saint-Laurent-Nouan et Saint-Dyé-sur-Loire. Sa situation la place en opposition à Mer, située rive nord de la Loire. Elle est comprise dans la zone du Val de Loire inscrite au patrimoine mondial de l'humanité. Elle se situe sur une terrasse de la Loire. Elle la surplombe par une pente abrupte allant jusqu'à 15 mètres, éloignant les risques d'inondations (à l'exception des abords du ru du Berry). De cette position en hauteur, on domine parfaitement une vaste plaine alluviale, un terrain propice aux cultures, sur la rive nord. Là débute la Petite Beauce tandis qu'au sud commence la Sologne marécageuse.

### Géologie
À noter la présence d'un gisement d'opalite, un silex tertiaire. Ce gisement se trouve dans le lit de la Loire et est facilement accessible, en particulier durant l'été lorsque les eaux sont basses.

### Hydrographie
La commune est drainée par la Loire (3,226 km) et par divers petits cours d'eau, constituant un réseau hydrographique de 9,5 km de longueur totale.
Le cours de la Loire s'insère dans une large vallée qu'elle a façonnée peu à peu depuis des milliers d'années. Elle traverse d'est en ouest le département de Loir-et-Cher depuis Saint-Laurent-Nouan jusqu'à Veuves, avec un cours large et lent. La Loire présente des fluctuations saisonnières de débit assez marquées.
Sur le plan piscicole, ce cours d'eau est classé en deuxième catégorie, où le peuplement piscicole dominant est constitué de poissons blancs (cyprinidés) et de carnassiers (brochet, sandre et perche).

### Climat
Pour des articles plus généraux, voir Climat du Centre-Val de Loire et Climat de Loir-et-Cher.
En 2010, le climat de la commune est de type climat océanique dégradé des plaines du Centre et du Nord, selon une étude du CNRS s'appuyant sur une série de données couvrant la période 1971-2000. En 2020, Météo-France publie une typologie des climats de la France métropolitaine dans laquelle la commune est exposée à un climat océanique altéré et est dans la région climatique Moyenne vallée de la Loire, caractérisée par une bonne insolation (1 850 h/an) et un été peu pluvieux.
Pour la période 1971-2000, la température annuelle moyenne est de 11 °C, avec une amplitude thermique annuelle de 15,3 °C. Le cumul annuel moyen de précipitations est de 670 mm, avec 10,5 jours de précipitations en janvier et 7,2 jours en juillet. Pour la période 1991-2020, la température moyenne annuelle observée sur la station météorologique de Météo-France la plus proche, dans la commune de Cheverny à 19 km à vol d'oiseau, est de 11,8 °C et le cumul annuel moyen de précipitations est de 675,8 mm,. Pour l'avenir, les paramètres climatiques de la commune estimés pour 2050 selon différents scénarios d'émission de gaz à effet de serre sont consultables sur un site dédié publié par Météo-France en novembre 2022.

### Milieux naturels et biodiversité

#### Sites Natura 2000
Le réseau Natura 2000 est un réseau écologique européen de sites naturels d'intérêt écologique élaboré à partir des Directives « Habitats » et « Oiseaux ». Ce réseau est constitué de Zones spéciales de conservation (ZSC) et de Zones de protection spéciale (ZPS). Dans les zones de ce réseau, les États membres s'engagent à maintenir dans un état de conservation favorable les types d'habitats et d'espèces concernés, par le biais de mesures réglementaires, administratives ou contractuelles. L'objectif est de promouvoir une gestion adaptée des habitats tout en tenant compte des exigences économiques, sociales et culturelles, ainsi que des particularités régionales et locales de chaque État membre. Les activités humaines ne sont pas interdites, dès lors que celles-ci ne remettent pas en cause significativement l'état de conservation favorable des habitats et des espèces concernés. Des parties du territoire communal sont incluses dans les sites Natura 2000 suivants : 
- la « Vallée de la Loire de Mosnes à Tavers », d'une superficie de 2 278 ha, un des sites ligériens les plus remarquables par son originalité, avec des milieux naturels incontournables tels que les habitats d'eaux courantes et stagnantes accueillant de nombreux poissons et autres animaux de l'Annexe II (Castor), les pelouses et prairies de grèves et zones inondables et les forêts alluviales[20] ;
- le « Vallée de la Loire du Loir-et-Cher », d'une superficie de 2 398 ha[21].

#### Zones naturelles d'intérêt écologique, faunistique et floristique
L'inventaire des zones naturelles d'intérêt écologique, faunistique et floristique (ZNIEFF) a pour objectif de réaliser une couverture des zones les plus intéressantes sur le plan écologique, essentiellement dans la perspective d'améliorer la connaissance du patrimoine naturel national et de fournir aux différents décideurs un outil d'aide à la prise en compte de l'environnement dans l'aménagement du territoire. Le territoire communal de Muides-sur-Loire comprend une ZNIEFF : 
la « Loire Blésoise » (2 380,68 ha).

#### Espaces naturels sensibles
Dans le cadre de sa politique environnementale, le Conseil départemental labellise certains sites au patrimoine naturel remarquable, les « espaces naturels sensibles », dans le but de les préserver, les faire connaître et les valoriser. Vingt-six sites sont ainsi identifiés dans le département dont un situé sur le territoire communal : « la Petite Loire et Ile de Muides », constituée de milieux des terrasses de Loire, frayère.

## Urbanisme

### Typologie
Au 1er janvier 2024, Muides-sur-Loire est catégorisée bourg rural, selon la nouvelle grille communale de densité à sept niveaux définie par l'Insee en 2022.
Elle appartient à l'unité urbaine de Muides-sur-Loire, une agglomération intra-départementale regroupant deux  communes, dont elle est ville-centre,,. Par ailleurs la commune fait partie de l'aire d'attraction de Blois, dont elle est une commune de la couronne,. Cette aire, qui regroupe 78 communes, est catégorisée dans les aires de 50 000 à moins de 200 000 habitants,.

### Transport
La commune est au croisement de deux départementales (la RD 112 et RD 951). Elle se situe donc sur les axes Mer-Chambord et Orléans - Blois.

### Occupation des sols
L'occupation des sols est marquée par l'importance des espaces agricoles et naturels (96,8 %). La répartition détaillée ressortant de la base de données européenne d'occupation biophysique des sols Corine Land Cover millésimée 2012 est la suivante : 
terres arables (11,6 %), 
cultures permanentes (0,6 %), 
zones agricoles hétérogènes (15,4 %), 
prairies (3,5 %), 
forêts (65,2 %), 
milieux à végétation arbustive ou herbacée (0,7 %), 
zones urbanisées (1 %), 
espaces verts artificialisés non agricoles (0,5 %), 
zones industrielles et commerciales et réseaux de communication (1,7 %), 
eaux continentales (0,5 %).

### Planification
En matière de planification, la commune disposait en 2017 d'un plan local d'urbanisme approuvé. Par ailleurs, à la suite de la loi ALUR (loi pour l'accès au logement et un urbanisme rénové) de mars 2014, un plan local d'urbanisme intercommunal couvrant le territoire de la Communauté de communes Beauce Val de Loire a été prescrit le 30 novembre 2015.

### Habitat et logement
Le tableau ci-dessous présente la typologie des logements à Muides-sur-Loire en 2016 en comparaison avec celle du Loir-et-Cher et de la France entière. Une caractéristique marquante du parc de logements est ainsi la faible proportion des résidences secondaires et logements occasionnels (8 %) par rapport au département (18 %) et à la France entière (9,6 %). Concernant le statut d'occupation de ces logements, 83,9 % des habitants de la commune sont propriétaires de leur logement (80,8 % en 2011), contre 68,1 % pour le Loir-et-Cher et 57,6 pour la France entière.
|                                                         | Muides-sur-Loire | Loir-et-Cher | France entière |
| ------------------------------------------------------- | ---------------- | ------------ | -------------- |
| Résidences principales (en %)                           | 83,3             | 74,5         | 82,3           |
| Résidences secondaires et logements occasionnels (en %) | 8,0              | 18           | 9,6            |
| Logements vacants (en %)                                | 8,7              | 7,5          | 8,1            |

### Risques majeurs
Le territoire communal de Muides-sur-Loire est vulnérable à différents aléas naturels : inondations (par débordement de la Loire), climatiques (hiver exceptionnel ou canicule), mouvements de terrains ou sismique (sismicité très faible).
Il est également exposé à deux risques technologiques : le risque nucléaire et  le transport de matières dangereuses,.

#### Risques naturels

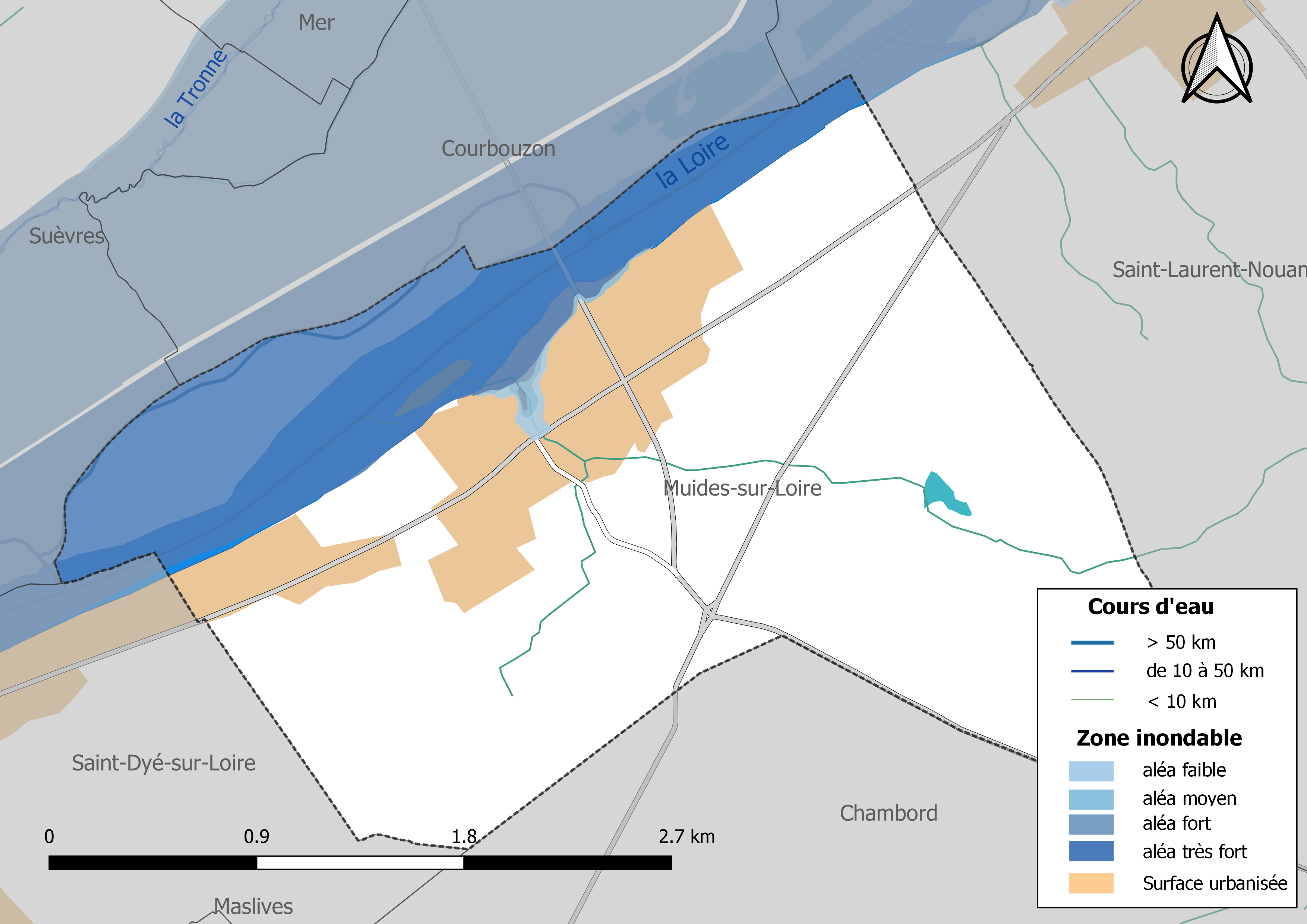
Zones inondables de la commune de Muides-sur-Loire.

Les mouvements de terrains susceptibles de se produire dans la commune sont liés au retrait-gonflement des argiles. Le phénomène de retrait-gonflement des argiles est la conséquence d'un changement d'humidité des sols argileux. Les argiles sont capables de fixer l'eau disponible mais aussi de la perdre en se rétractant en cas de sécheresse. Ce phénomène peut provoquer des dégâts très importants sur les constructions (fissures, déformations des ouvertures) pouvant rendre inhabitables certains locaux. La carte de zonage de cet aléa peut être consultée sur le site de l'observatoire national des risques naturels Georisques.
En Loir-et-Cher, les crues de la Loire représentent des volumes d'eau et des débits quatre à cinq fois supérieurs à ceux du Cher et du Loir : la superficie des zones et l'ampleur des dégâts peuvent être considérables. Les crues historiques sont celles de 1846 (6,60 m à l'échelle de Blois), 1856 (6,78 m), 1866 (6,70 m), 1907 (5,63 m) et 2003 (3,78 m). Le débit maximal historique est de 5 100 m3/s (crue de 1846) et caractérise une crue de retour centennal. Le risque d'inondation est pris en compte dans l'aménagement du territoire de la commune par le biais du Plan de prévention du risque inondation (PPRI) de la Loire amont.

#### Risques technologiques
La totalité du territoire de la commune peut être concernée par le risque nucléaire. En cas d'accident grave, certaines installations nucléaires sont susceptibles de rejeter dans l'atmosphère de l'iode radioactif. Or la commune se situe partiellement à l'intérieur du périmètre de 20 km du Plan particulier d'intervention de la centrale nucléaire de Saint-Laurent-des-Eaux. À ce titre les habitants de la commune, comme tous ceux résidant dans le périmètre proche de 20 km de la centrale ont bénéficié, à titre préventif, d'une distribution de comprimés d'iode stable dont l'ingestion avant rejet radioactif permet de pallier les effets sur la thyroïde d'une exposition à de l'iode radioactif. En cas d'incident ou d'accident nucléaire, des consignes de confinement ou d'évacuation peuvent être données et les habitants peuvent être amenés à ingérer, sur ordre du préfet, les comprimés en leur possession,.
Le risque de transport de marchandises dangereuses dans la commune est lié à sa traversée par une canalisation de transport de gaz. Un accident se produisant sur une telle infrastructure est en effet susceptible d'avoir des effets graves au bâti ou aux personnes jusqu'à 350 m, selon la nature du matériau transporté. Des dispositions d'urbanisme peuvent être préconisées en conséquence.

## Toponymie

### Évolution du toponyme
Le nom de la localité est attesté sous les formes :
- Museia en 1144 (Pontlevoy ; L-&-Ch 1903, col. 59);
- Meda vers 1270;
- Modia,
- Mede,
- Meda en 1351 et fin du XVe siècle[43].

C'est en 1952 que la commune de Muides décida d'ajouter l'hydronyme ligérien pour adopter le nom de Muides-sur-Loire, en vertu du décret du 18 octobre de la même année.

## Histoire

### Néolithique
Au registre du cadastre, le site pré et protohistorique de Muides-sur-Loire est localisé au lieu-dit le Bas du Port Nord et s'y étend de la parcelle 3 à la parcelle 10. Il fut découvert en 1970 grâce à des prospections de surface qui avaient alors révélé essentiellement une importante occupation néolithique. Depuis lors, il avait été l'objet d'une surveillance attentive. D'autres stations, situées elles aussi sur ce coteau avaient par ailleurs été remarquées. Cependant, menacé par des projets d'urbanisation, le Bas Du Port Nord fit l'objet de travaux de sondages en 1987 et 1988, puis de travaux de sauvetage en 1989 et 1990 à la suite du début de l'aménagement d'un lotissement.
Ces premiers travaux confirmèrent l'importante occupation néolithique mais ont aussi fait apparaître une occupation de l'âge du Bronze ainsi que des traces d'une occupation de l'Épipaléolithique. Un abondant matériel fut mis au jour.
La densité de l'occupation de ce site s'explique par la présence d'un gisement d'opalite, un silex tertiaire. Ce gisement se trouve dans le lit de la Loire et est facilement accessible, en particulier durant l'été lorsque les eaux sont basses. Présent sur toute la largeur du fleuve, il constitue un parfait gué qui a été utilisé au cours de l'antiquité et du Moyen Âge. Il en fut certainement de même durant les temps pré et protohistoriques. Le lieu d'implantation du site est donc particulièrement intéressant, de par la présence du gué, l'accès aisé au fleuve et l'importante quantité de matière première à disposition.
Le village néolithique découvert à Muides offre toutes ces caractéristiques. Un riche ensemble céramique se distingue par la présence de nombreux vases à ouverture carrée ou ovale, décorés de motifs cornus. Formes et décors renvoient à des influences et des « rites » méditerranéens. L'outillage en silex reflète bien les activités dominantes de ces populations : éléments de faucilles et couteaux à moissonner. L'herminette de défrichage est à son apogée. Les tailleurs de Muides en font une spécialité grâce à l'extraordinaire gisement de matière première locale. Les lames d'herminettes seront ainsi diffusées pendant tout le Néolithique en direction des autres communautés agricoles environnantes.

### Moyen Âge

#### Un partage entre différentes seigneuries
Six seigneurs au moins se partageaient le territoire de Muides : La Bourdillère, Les Vaillants, Colliers, l'île de Collier, Les Marais, la Motte. Aucun n'était suffisamment important pour se prévaloir seigneur de Muides. La majorité des constructions était présente sur le coteau de la Loire autour de l'église.
D'après Simon Luce, Muides aurait été occupé de 1350 à 1360 par les Anglais.

#### L'église

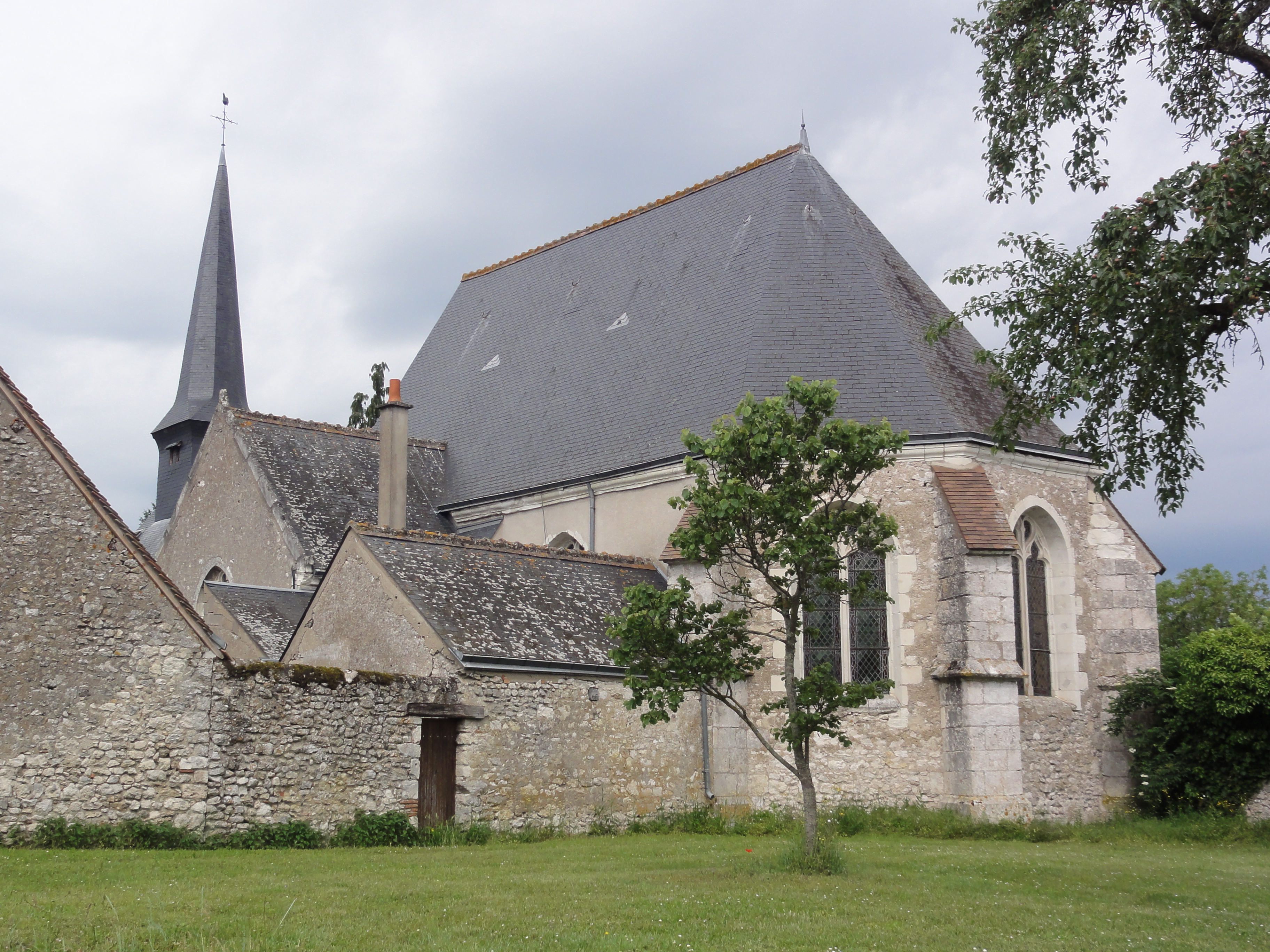
L'église.

L'église de Muides appartient à l'abbaye de Pontlevoy par une bulle papale de Lucius II le 15 avril 1144. Le pouillé du XVe siècle lui donne pour patron le chapitre de Saint-Martin de Tours.
L'église actuelle date du XVIe siècle (notamment le chœur). La nef, les chapelles latérales, les voûtes et le décor intérieur remontent à la fin XVIIIe et du premier quart du XIXe. Le gros-œuvre est constitué de calcaire, moellon et enduit. Elle possède un plan en croix latine, un vaisseau, une voûte d'ogives, une couverture en ardoise, un toit à longs pans, une flèche polygonale, une croupe, un pignon découvert ainsi qu'une ruellée propriété de la commune.

#### Le passeur
Muides reste principalement un lieu de passage de la Loire. Les droits de ce port et de ce passage ont apparLe décret de l'Assemblée nationale du 12 novembre 1789 décrète qu'« il y aura une municipalité dans chaque ville, bourg, paroisse ou communauté de campagne », mais ce n'est qu'avec le décret de la Convention nationale du 10 brumaire an II (31 octobre 1793) que la paroisse de Muides-sur-Loire devient formellement « commune de Muides-sur-Loire »,.

## Politique et administration
| Période      | Période      | Identité                    | Étiquette | Qualité                                         |
| ------------ | ------------ | --------------------------- | --------- | ----------------------------------------------- |
| 1800         | 1806         | Chavigny                    |           |                                                 |
| 1806         | 1817         | René Petit                  |           |                                                 |
| 1817         | 1818         | PMF de Gyvès de Creusy      |           |                                                 |
| 1819         | 1825         | René Petit                  |           |                                                 |
| 1825         | 1834         | Jacques Chaillant           |           |                                                 |
| 1834         | 1843         | Sylvain Charon              |           |                                                 |
| 1843         | 1848         | François Clément            |           |                                                 |
| 1848         | 1848         | François Dutertre           |           | Maire provisoire                                |
| 1848         | 1852         | Sylvain René Petit          |           |                                                 |
| 1852         | 1860         | François Clément            |           |                                                 |
| 1860         | 1871         | Sylvain Gervais             |           |                                                 |
| 1871         | 1874         | Sylvain Petit               |           |                                                 |
| 1874         | 1885         | Eugène Callault             |           |                                                 |
| 1885         | 1886         | Robert de Clermont-Tonnerre |           |                                                 |
| 1886         | 1891         | Amable De Gélis             |           |                                                 |
| 1891         | 1895         | Gabriel Fesneau             |           |                                                 |
| 1895         | 1897         | Ludovic Clément             |           |                                                 |
| 1897         | 1911         | Pierre Charon               |           |                                                 |
| 1911         | 1919         | Pierre Huguet               |           |                                                 |
| 1919         | 1921         | Henri Gervais               |           |                                                 |
| 1921         | 1935         | André Beauventre            |           |                                                 |
| 1935         | 1968         | Ferdinand Beauventre        |           |                                                 |
| 1968         | mars 1971    | René Sauvage                |           |                                                 |
| mars 1971    | mars 1983    | Maurice Pelletier           |           |                                                 |
| mars 1983    | mars 2001    | Bernard Clément             | RPR       |                                                 |
| mars 2001    | mars 2008    | Michel Devès                |           |                                                 |
| mars 2008    | Juillet 2018 | Bernard Clément             | DVD       | Retraité                                        |
| juillet 2018 | En cours     | Christian Justine,          |           | Ancien artisan, commerçant ou chef d'entreprise |

## Population et société

### Démographie

#### Évolution démographique
L'évolution du nombre d'habitants est connue à travers les recensements de la population effectués dans la commune depuis 1793. Pour les communes de moins de 10 000 habitants, une enquête de recensement portant sur toute la population est réalisée tous les cinq ans, les populations de référence des années intermédiaires étant quant à elles estimées par interpolation ou extrapolation. Pour la commune, le premier recensement exhaustif entrant dans le cadre du nouveau dispositif a été réalisé en 2008.

En 2022, la commune comptait 1 250 habitants, en évolution de −2,65 % par rapport à 2016 (Loir-et-Cher : −1,15 %, France hors Mayotte : +2,11 %).
| 1793 | 1800 | 1806 | 1821 | 1831 | 1836 | 1841 | 1846 | 1851 |
| ---- | ---- | ---- | ---- | ---- | ---- | ---- | ---- | ---- |
| 506  | 458  | 544  | 594  | 678  | 708  | 720  | 680  | 692  |

| 1856 | 1861 | 1866 | 1872 | 1876 | 1881 | 1886 | 1891 | 1896 |
| ---- | ---- | ---- | ---- | ---- | ---- | ---- | ---- | ---- |
| 697  | 705  | 706  | 702  | 649  | 611  | 597  | 599  | 581  |

| 1901 | 1906 | 1911 | 1921 | 1926 | 1931 | 1936 | 1946 | 1954 |
| ---- | ---- | ---- | ---- | ---- | ---- | ---- | ---- | ---- |
| 578  | 566  | 515  | 471  | 467  | 445  | 422  | 631  | 532  |

| 1962 | 1968 | 1975 | 1982 | 1990  | 1999  | 2006  | 2008  | 2013  |
| ---- | ---- | ---- | ---- | ----- | ----- | ----- | ----- | ----- |
| 551  | 741  | 786  | 884  | 1 115 | 1 157 | 1 298 | 1 336 | 1 336 |

| 2018  | 2022  | - | - | - | - | - | - | - |
| ----- | ----- | - | - | - | - | - | - | - |
| 1 235 | 1 250 | - | - | - | - | - | - | - |

#### Pyramide des âges
En 2018, le taux de personnes d'un âge inférieur à 30 ans s'élève à 31,1 %, soit en dessous de la moyenne départementale (31,3 %). À l'inverse, le taux de personnes d'âge supérieur à 60 ans est de 30,2 % la même année, alors qu'il est de 31,6 % au niveau départemental.
En 2018, la commune comptait 618 hommes pour 617 femmes, soit un taux de 50,04 % d'hommes, légèrement supérieur au taux départemental (48,55 %).
Les pyramides des âges de la commune et du département s'établissent comme suit.
| Hommes | Classe d’âge | Femmes |
| ------ | ------------ | ------ |
| 0,8    | 90 ou +      | 1,9    |
| 9,4    | 75-89 ans    | 10,5   |
| 18,0   | 60-74 ans    | 19,9   |
| 22,5   | 45-59 ans    | 21,2   |
| 16,7   | 30-44 ans    | 16,9   |
| 12,3   | 15-29 ans    | 13,5   |
| 20,4   | 0-14 ans     | 16,0   |

| Hommes | Classe d’âge | Femmes |
| ------ | ------------ | ------ |
| 1,1    | 90 ou +      | 2,6    |
| 9,2    | 75-89 ans    | 11,9   |
| 19,7   | 60-74 ans    | 20,4   |
| 20,7   | 45-59 ans    | 20     |
| 16,5   | 30-44 ans    | 16,2   |
| 15,2   | 15-29 ans    | 13,2   |
| 17,6   | 0-14 ans     | 15,7   |

## Économie

### Secteurs d'activité
Le tableau ci-dessous détaille le nombre d'entreprises implantées à Muides-sur-Loire selon leur secteur d'activité et le nombre de leurs salariés :
|                                                              | total | % com (% dep) | 0 salarié | 1 à 9 salarié(s) | 10 à 19 salariés | 20 à 49 salariés | 50 salariés ou plus |
| ------------------------------------------------------------ | ----- | ------------- | --------- | ---------------- | ---------------- | ---------------- | ------------------- |
| Ensemble                                                     | 81    | 100,0 (100)   | 62        | 18               | 1                | 0                | 0                   |
| Agriculture, sylviculture et pêche                           | 8     | 9,9 (11,8)    | 4         | 4                | 0                | 0                | 0                   |
| Industrie                                                    | 8     | 9,9 (6,5)     | 7         | 1                | 0                | 0                | 0                   |
| Construction                                                 | 8     | 9,9 (10,3)    | 7         | 1                | 0                | 0                | 0                   |
| Commerce, transports, services divers                        | 51    | 63,0 (57,9)   | 40        | 11               | 0                | 0                | 0                   |
| dont commerce et réparation automobile                       | 13    | 16,0 (17,5)   | 11        | 2                | 0                | 0                | 0                   |
| Administration publique, enseignement, santé, action sociale | 6     | 7,4 (13,5)    | 4         | 1                | 1                | 0                | 0                   |
| Champ : ensemble des activités.                              |       |               |           |                  |                  |                  |                     |

Le secteur du commerce, transports et services divers est prépondérant dans la commune (51 entreprises sur 81). 
Sur les 81 entreprises implantées à Muides-sur-Loire en 2016, 62 ne font appel à aucun salarié, 18 comptent 1 à 9 salariés et 1 emploie entre 10 et 19 personnes
Muides possède deux grands élevages bovins, un élevage caprin et de volaille ainsi qu'un producteur de vin de AOC Cheverny. Divers artisans locaux sont présents dans de nombreux domaines (bâtiment, bois, plomberie, nettoyage, etc.). L'économie locale est de plus en plus stimulée par le secteur touristique (gîtes, campings, commerces)[réf. nécessaire].

### Agriculture
En 2010, l'orientation technico-économique de l'agriculture dans la commune est la polyculture et le polyélevage. Le département a perdu près d'un quart de ses exploitations en 10 ans, entre 2000 et 2010 (c'est le département de la région Centre-Val de Loire qui en compte le moins). Cette tendance se retrouve également au niveau de la commune où le nombre d'exploitations est passé de 17 en 1988 à 8 en 2000 puis à 7 en 2010. Parallèlement, la taille de ces exploitations augmente, passant de 31 ha en 1988 à 157 ha en 2010. 
Le tableau ci-dessous présente les principales caractéristiques des exploitations agricoles de Muides-sur-Loire, observées sur une période de 22 ans : 
|                                      | 1988                 | 2000                 | 2010                 |
| Dimension économique                 | Dimension économique | Dimension économique | Dimension économique |
| ------------------------------------ | -------------------- | -------------------- | -------------------- |
| Nombre d'exploitations (u)           | 17                   | 8                    | 7                    |
| Travail (UTA)                        | 26                   | 16                   | 14                   |
| Surface agricole utilisée (ha)       | 519                  | 620                  | 1 101                |
| Cultures                             |                      |                      |                      |
| Terres labourables (ha)              | 419                  | 441                  | 863                  |
| Céréales (ha)                        | 182                  | 173                  | 414                  |
| dont blé tendre (ha)                 | 70                   | 109                  | 164                  |
| dont maïs-grain et maïs-semence (ha) | 58                   | 47                   | 30                   |
| Tournesol (ha)                       | 86                   | s                    |                      |
| Colza et navette (ha)                | 0                    |                      | 74                   |
| Élevage                              |                      |                      |                      |
| Cheptel (UGBTA)                      | 202                  | 338                  | 663                  |

#### Produits labellisés

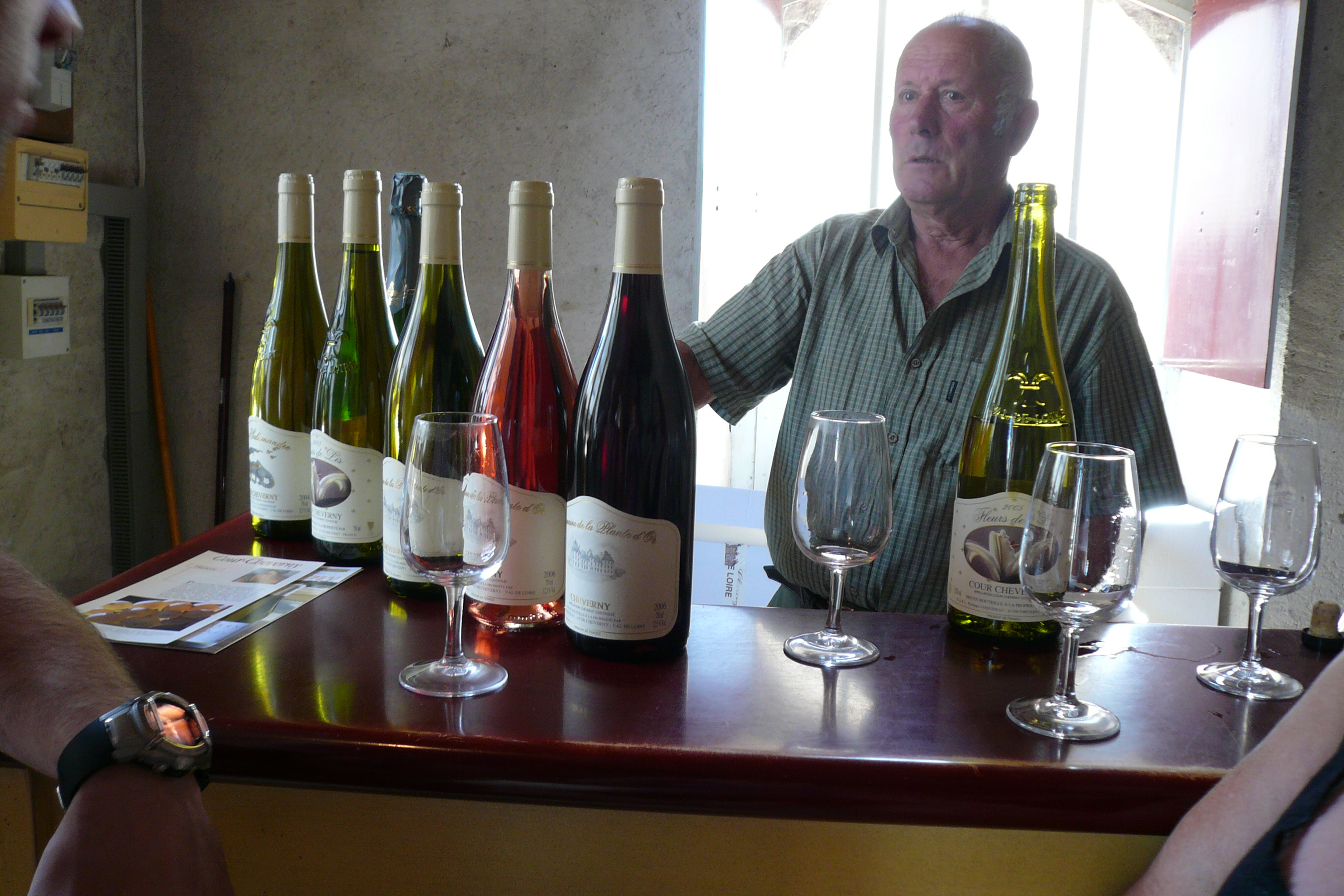
Gamme de vins de Cheverny.

La commune de Muides-sur-Loire est située dans l'aire de l'appellation d'origine protégée (AOP)  de deux produits : deux vins (le Cheverny et le crémant-de-loire).
Le territoire de la commune est également intégré aux aires de productions de divers produits bénéficiant d'une indication géographique protégée (IGP) : le vin Val-de-loire et les volailles de l’Orléanais,.

## Équipements et services

### Enseignement
Une école publique accueille les enfants de maternelle et primaire. Les collèges se trouvent à Saint-Laurent-Nouan et Mer. Les lycées les plus proches se situent à Blois ou Beaugency.

### Santé
Présence d'un médecin, d'une infirmière, d'un kinésithérapeute et d'une pharmacie. L'hôpital le plus proche est à Blois de même que le service maternité.

### Autres équipements, commerces et tourisme
La commune dispose  d'un centre de secours.
Au point de vue sportif, la commune loue à l'État un terrain de football sur les bords de la Loire. Un vaste gymnase (partagé avec EDF pour les mesures de qualité de l'eau et de l'air) sert de terrain d'entrainement notamment pour le badminton et le handball. Cette salle communale peut être louée auprès des services municipaux. 
Au point de vue culturel, la commune dispose d'une bibliothèque. 
On y trouve de nombreux commerces une épicerie, un bar-tabac, deux bouchers-charcutiers, trois restaurants, une boulangerie, un salon de coiffure. 
Pour le tourisme, la commune possède un  Syndicat d'Initiative. Plusieurs gîte ruraux se trouvent sur la commune ainsi que deux campings (l'un communal sur les bords de  Loire, l'autre privé autour du château des Marais). Le sentier de grande randonnée GR 3 longe la Loire et ses abords. Le circuit La Loire à vélo passe par le pont de Muides-sur-Loire.

## Lieux et monuments

### Voies
| 58 odonymes recensés à Muides-sur-Loire au 6 mars 2014      | 58 odonymes recensés à Muides-sur-Loire au 6 mars 2014 | 58 odonymes recensés à Muides-sur-Loire au 6 mars 2014 | 58 odonymes recensés à Muides-sur-Loire au 6 mars 2014 | 58 odonymes recensés à Muides-sur-Loire au 6 mars 2014 | 58 odonymes recensés à Muides-sur-Loire au 6 mars 2014 | 58 odonymes recensés à Muides-sur-Loire au 6 mars 2014 | 58 odonymes recensés à Muides-sur-Loire au 6 mars 2014 | 58 odonymes recensés à Muides-sur-Loire au 6 mars 2014 | 58 odonymes recensés à Muides-sur-Loire au 6 mars 2014 | 58 odonymes recensés à Muides-sur-Loire au 6 mars 2014 | 58 odonymes recensés à Muides-sur-Loire au 6 mars 2014 | 58 odonymes recensés à Muides-sur-Loire au 6 mars 2014 | 58 odonymes recensés à Muides-sur-Loire au 6 mars 2014 | 58 odonymes recensés à Muides-sur-Loire au 6 mars 2014 | 58 odonymes recensés à Muides-sur-Loire au 6 mars 2014 |
| Allée                                                       | Avenue                                                 | Bld                                                    | Chemin                                                 | Clos                                                   | Impasse                                                | Montée                                                 | Passage                                                | Place                                                  | Promenade                                              | Route                                                  | Rue                                                    | Sentier                                                | Voie                                                   | Autres                                                 | Total                                                  |
| ----------------------------------------------------------- | ------------------------------------------------------ | ------------------------------------------------------ | ------------------------------------------------------ | ------------------------------------------------------ | ------------------------------------------------------ | ------------------------------------------------------ | ------------------------------------------------------ | ------------------------------------------------------ | ------------------------------------------------------ | ------------------------------------------------------ | ------------------------------------------------------ | ------------------------------------------------------ | ------------------------------------------------------ | ------------------------------------------------------ | ------------------------------------------------------ |
| 2                                                           | 2                                                      | 0                                                      | 5                                                      | 0                                                      | 3                                                      | 0                                                      | 0                                                      | 2                                                      | 0                                                      | 5                                                      | 33                                                     | 2                                                      | 0                                                      | 4                                                      | 58                                                     |
| Notes « N »                                                 | Notes « N »                                            | 1. 2. 3. 4. 5. 6. 7. 8. 9.                             | 1. 2. 3. 4. 5. 6. 7. 8. 9.                             | 1. 2. 3. 4. 5. 6. 7. 8. 9.                             | 1. 2. 3. 4. 5. 6. 7. 8. 9.                             | 1. 2. 3. 4. 5. 6. 7. 8. 9.                             | 1. 2. 3. 4. 5. 6. 7. 8. 9.                             | 1. 2. 3. 4. 5. 6. 7. 8. 9.                             | 1. 2. 3. 4. 5. 6. 7. 8. 9.                             | 1. 2. 3. 4. 5. 6. 7. 8. 9.                             | 1. 2. 3. 4. 5. 6. 7. 8. 9.                             | 1. 2. 3. 4. 5. 6. 7. 8. 9.                             | 1. 2. 3. 4. 5. 6. 7. 8. 9.                             | 1. 2. 3. 4. 5. 6. 7. 8. 9.                             | 1. 2. 3. 4. 5. 6. 7. 8. 9.                             |
| Sources : rue-ville.info & perche-gouet.net & OpenStreetMap |                                                        |                                                        |                                                        |                                                        |                                                        |                                                        |                                                        |                                                        |                                                        |                                                        |                                                        |                                                        |                                                        |                                                        |                                                        |

### Édifices et sites
- Le château de Colliers
- Le château des Marais.
- Le château de la Cressonnière devenue l'actuelle mairie.
- Les murs de Chambord.
- Le centre bourg ancien (mairie, bibliothèque, église, venelles…).

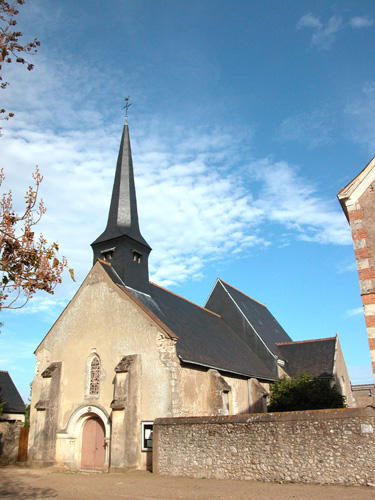
Église pendant l'été 2009.
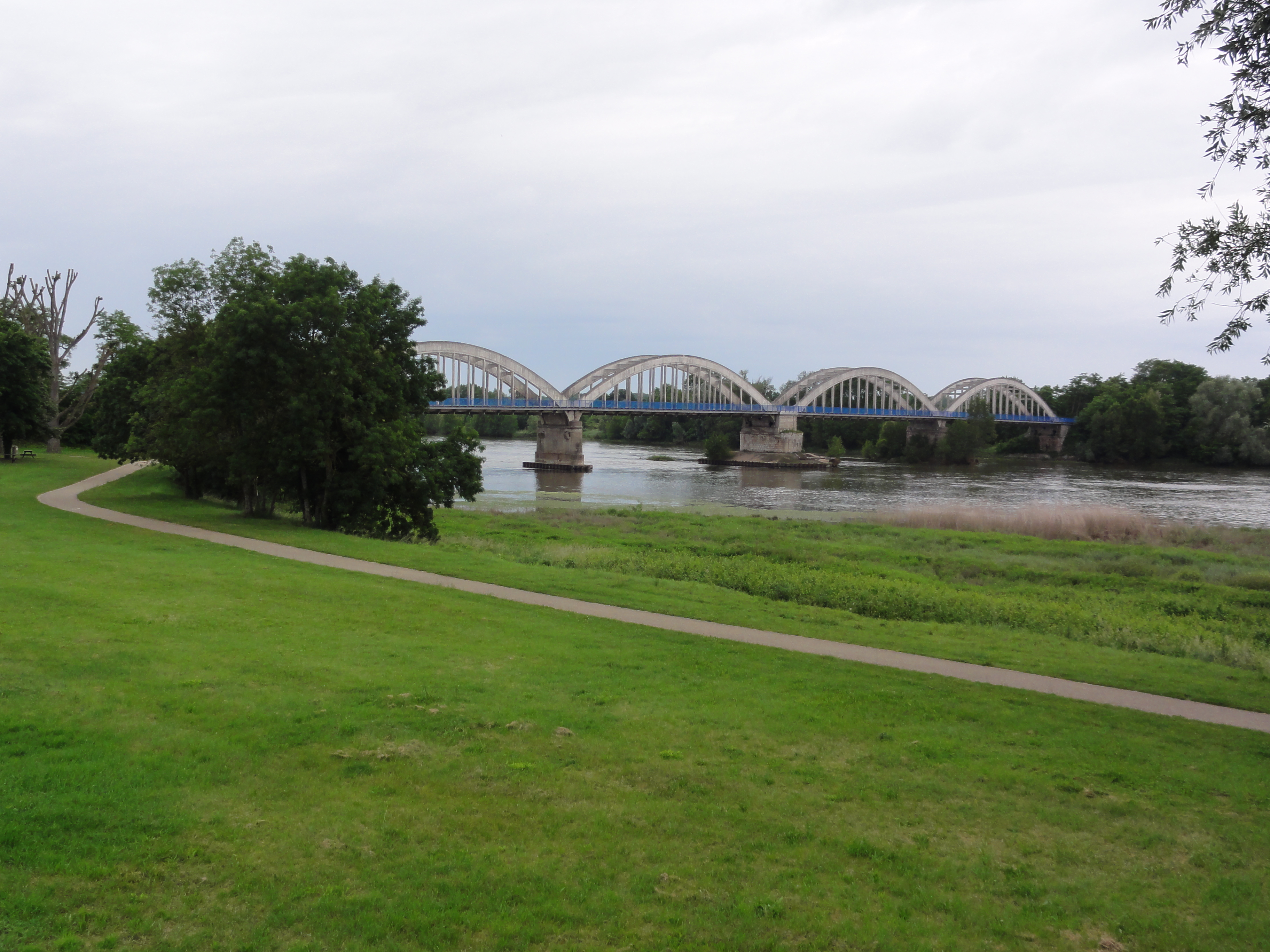
Pont de Muides-sur-Loire avec un sentier du circuit La Loire à vélo.
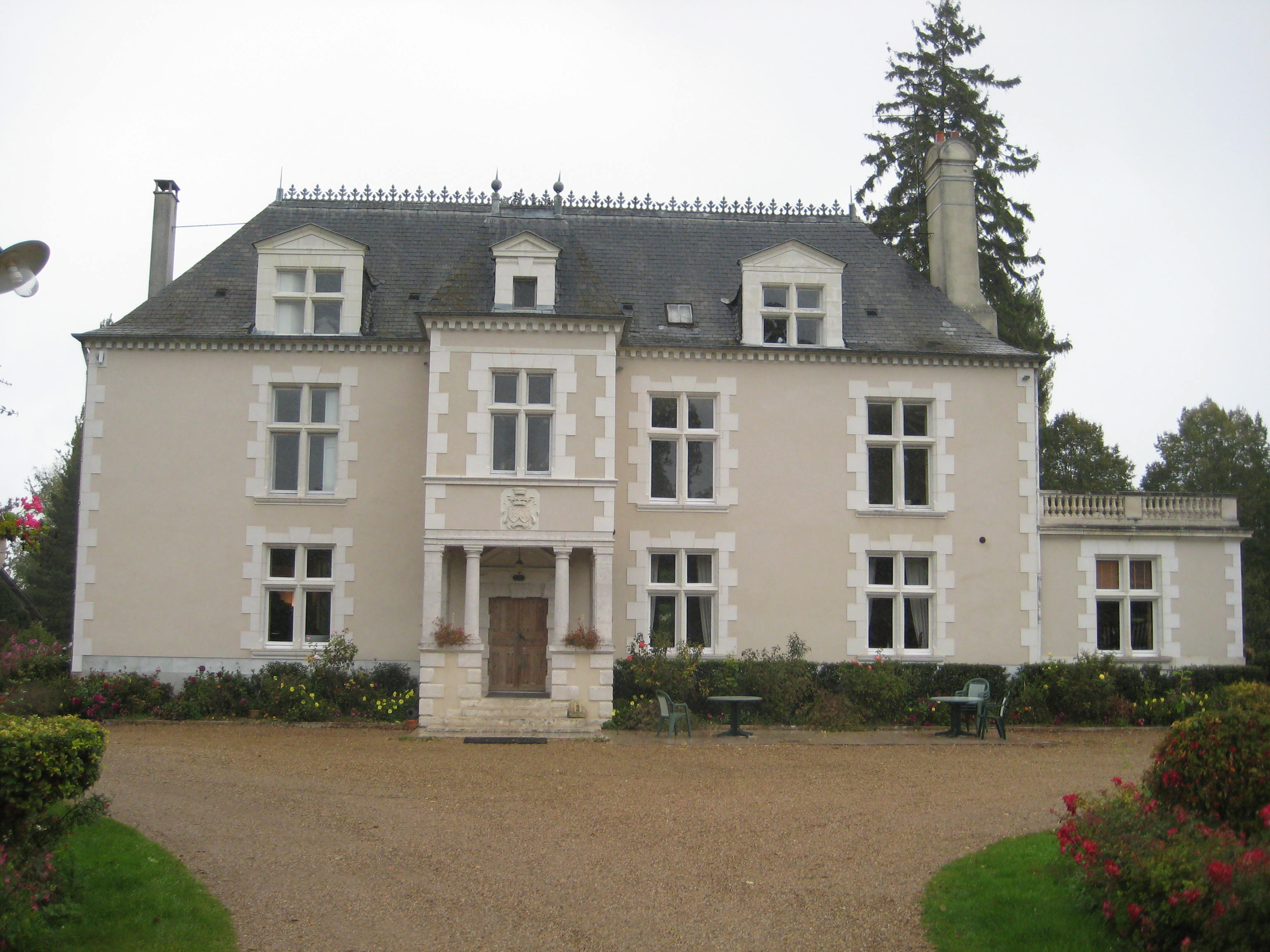
Châteaux des Marais en octobre 2010.
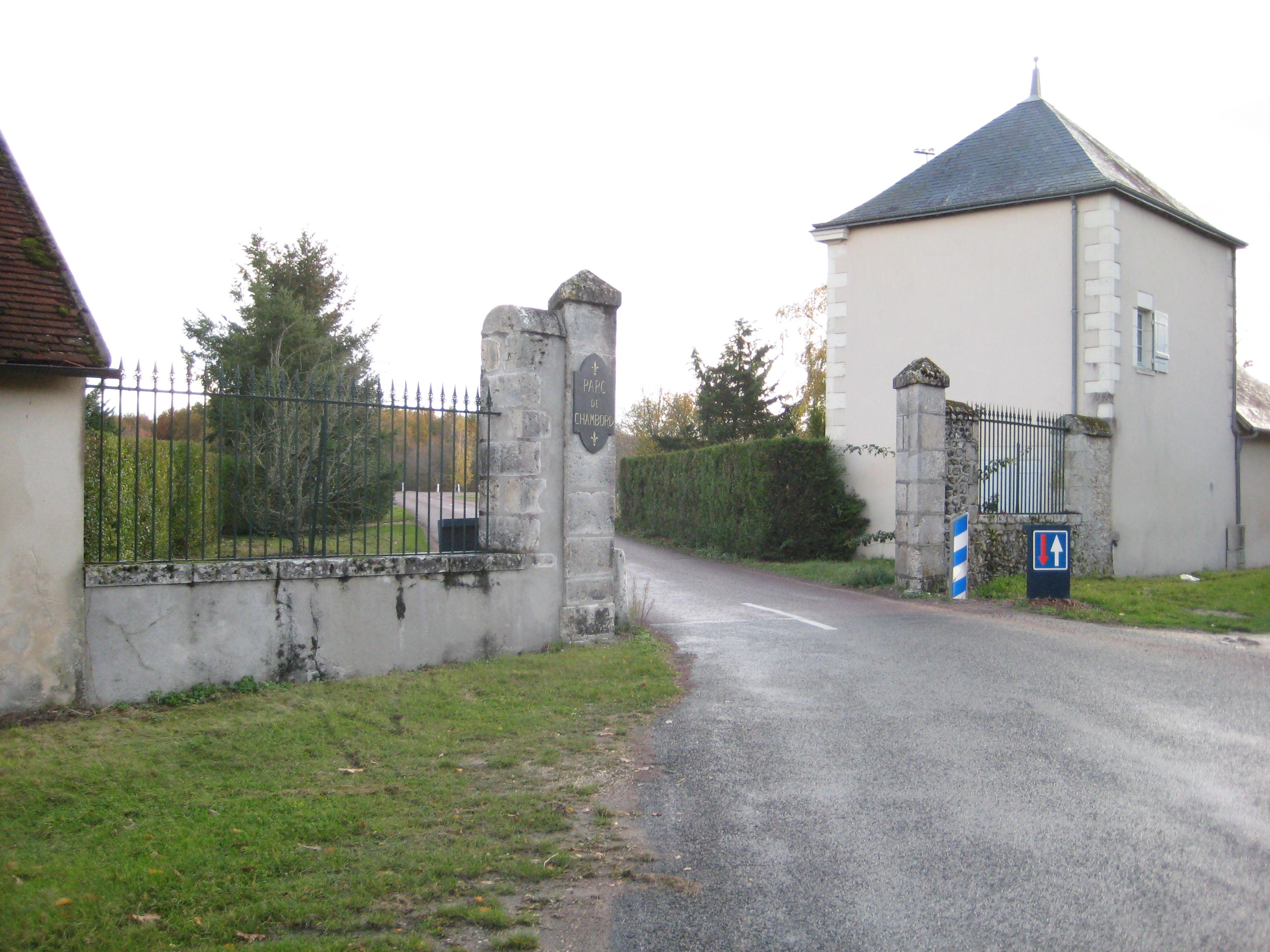
Pavillon de Muides, entrée du château de Chambord en novembre 2010.

## Emblèmes

### Héraldique
| Blason | Blasonnement : Tiercé ondé en barre, haussé à dextre et abaissé à senestre : au premier d'or ; au second d'azur au passeur de carnation habillé d'une chemise de gueules et d'un pantalon de pourpre, coiffé d'un chapeau de sable, tenant entre ses mains une perche de sable en barre, debout dans sa barque au naturel mouvant du trait inférieur de la partition, et brochant en partie sur l'or ; au troisième de sinople au château d'argent couvert en croupe et girouetté de sable en pointe ; au comble de gueules chargé d'un pont d'or de trois arches appareillées d'argent maçonné de sable mouvant des bords de l'écu et du trait du chef. |

## Personnalités liées à la commune
- La Maison de Clermont-Tonnerre.
- La comtesse de Thoury, propriétaire du château de Muides communément appelé château du Marais.
- Ange-Jacques Gabriel, premier architecte du roi. fit construire en 1751, le château de Colliers, en bordure de la Loire vendu en 1751 au chevalier de Béla.
- Pierre de Rigaud de Vaudreuil, dernier gouverneur français de Nouvelle-France, propriétaire du château de Colliers après sa carrière en Amérique, et jusqu'à sa mort en 1778.
- François-Pierre de Rigaud de Vaudreuil, chevalier de Saint Louis, ancien gouverneur de la ville de Montréal en Canada. Mort au château de Colliers le 24 août 1779.
- Gérard Jouannest, pianiste français.